# Valérie Leclerc
Pour les articles homonymes, voir Leclerc.
Valérie Leclerc, née le 1er juillet 1961, est une kayakiste de course en ligne française.
Aux Jeux méditerranéens de 1979, elle est médaillée d'or du K-4 500 mètres avec Anne-Marie Loriot, Martine Legault et Frédérique Barouh et médaillée de bronze du K-2 500 mètres avec Frédérique Barouh. 
Elle dispute les Jeux olympiques d'été de 1980, terminant sixième de la finale de K-2 500 mètres avec Anne-Marie Loriot. 